# Allium pallasii
Allium pallasii är en amaryllisväxtart som beskrevs av Johan Andreas Murray. Allium pallasii ingår i släktet lökar, och familjen amaryllisväxter. Inga underarter finns listade i Catalogue of Life.